# Barrage du Nord
Ne doit pas être confondu avec le champ de mines de la mer du Nord mis en place durant la Première Guerre mondiale.

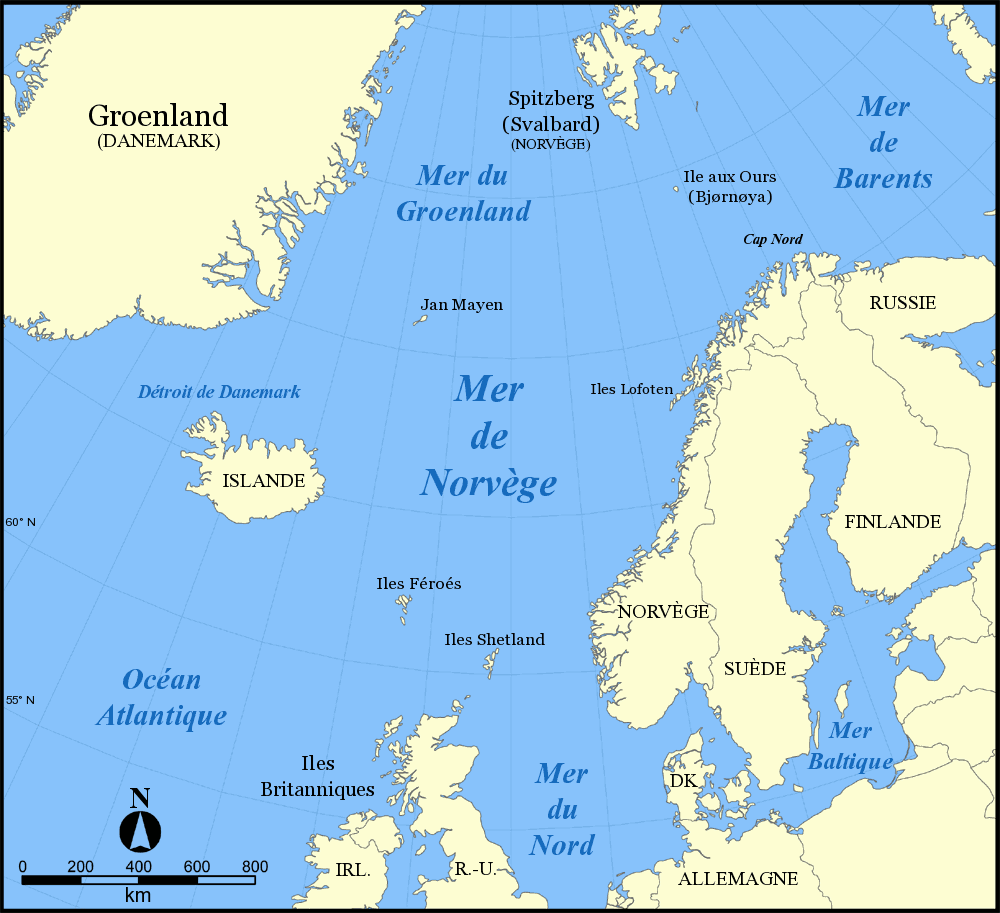
Carte de la mer de Norvège

Le barrage du Nord était le nom donné à une vaste série de champs de mines défensifs posés par les Britanniques durant la Seconde Guerre mondiale, afin de limiter l'accès allemand à l'océan Atlantique. Le barrage s'étendait des Orcades aux îles Féroé et vers l'Islande. Des mines ont également déposées dans le détroit du Danemark, au nord de l'Islande.

## Mise en place du barrage
En juillet 1939, avant que la Seconde Guerre mondiale n'ait commencé, la possibilité d'un barrage du Nord entre les Orcades et la Norvège (similaire à celui de la Première Guerre mondiale) a été étudié, mais après l'occupation de la Norvège par les Allemands en avril 1940, il a été décidé de positionner des champs de mines entre les Orcades, les îles Féroé et l'Islande. Des passages serait ménagés pour permettre le passage de la flotte et des convois. En outre, des mines devaient être mouillées dans le détroit du Danemark, au nord de l'Islande.
Le premier escadron de mouilleurs de mines, basé à Kyle of Lochalsh, a été formé en juin 1940, mais les navires qui lui ont été affectés n'ont été disponibles pour la pose de mines qu'à partir d'octobre. Le manque d'escortes et les problèmes de logistique ont également restreint les opérations, mais 10 300 mines ont été mouillées à l'extrémité sud de la section îles Féroé-Islande avant la fin de l'année.
En 1941, la pose s'est poursuivie sur les nouveaux champs prévus au nord et au sud des îles Féroé ainsi que dans le détroit du Danemark. Un programme de réaménagement dans les ports américains a également été mis en œuvre, mais le travail a été retardé par le brouillard et les tempêtes.
Des rapports des services de renseignement en juillet ont indiqué que les U-boote utilisaient le passage îles Féroé-Islande, donc une série de champs de mines profonds anti-sous-marins ont été installés au nord-ouest des îles Féroé.
En 1942, la valeur du barrage du Nord a commencé à être remise en cause, même si de nouveaux champs ont été posés au sud de l'Islande, avant d'installer de nouveaux champs profonds sur les hauts-fonds des îles Féroé. Des mines magnétiques ont également été mouillées dans le détroit du Danemark pour remplacer les pertes antérieures.

## Remise en cause
L'avenir du barrage du Nord a été examiné par l'Amirauté en réunions en janvier et juillet 1943. L'efficacité du barrage était difficile à maintenir, et avait déjà requis plus de 80 000 mines. Ce travail avait aussi détourné des navires de la flotte nécessaire ailleurs et des convois de défense afin de fournir des escortes aux mouilleurs de mines.
Le barrage du Nord a été décrit par le commandant en chef de la Home Fleet comme « l'entreprise la moins importante et la moins rentable de la guerre ». Le programme a été annulé et en dehors de la pose d'un champ supplémentaire à l'entrée du détroit du Danemark, les seuls nouveaux champs de mines approuvés ont été une série de champs profonds à l'extrémité nord du passage îles Féroé-Islande.
À la fin du programme, le 1er escadron de mouilleurs de mines a été dissous. Un total de 92 083 mines avaient été posées, ce qui représentait 35 % du total des mines britanniques mouillées, mais le passage des U-Boots avait été à peine perturbé, et un seul sous-marin, l'U-647, a, pense-t-on, été coulé par l'une d'entre elles. Le barrage du Nord n'avait pas réussi à justifier son existence et a souvent été plus dangereux pour les forces alliées que pour l'ennemi. Par la suite, les efforts ont été redéployés vers la pose de mines offensives par des sous-marins, des vedettes à moteur, et des avions, ce qui s'est avéré beaucoup plus efficace.